# Сидоренко, Иван Михайлович (судостроитель)
Иван Михайлович Сидоренко (1907—1987) — директор Средне-Невского судостроительного завода (1946—1962), лауреат Сталинской премии (1949).

## Биография
Родился в Суражском уезде Черниговской губернии. Окончил Ляличскую единую трудовую школу второй ступени.
Работал в Ленинграде слесарем на заводе «Судомех» (Ново-Адмиралтейский, Завод № 196).
Окончил вечернее отделение Ленинградской промышленной академии (1932).
В 1942—1946 гг. директор Завода № 369 НКСП (пос. Кокуй Сретенского района Читинской области).
В 1946—1962 гг. директор Средне-Невского судостроительного завода. Под его руководством освоен новый поточно-позиционный метод сборки корпусов из насыщенных секций и блоков, что позволило ускорить сроки сдачи объектов.
С 1962 г. на преподавательской работе в Институте повышения квалификации руководящих работников и специалистов судостроительной промышленности (Ленинград).

## Награды и звания
Сталинская премия 1949 года (в составе коллектива) — за разработку проекта и коренное усовершенствование технологии производства корабля.
Награждён орденом Красной Звезды (10.04.1945).

## Сочинения
- Поточная линия очистки листовой стали от окалины и ржавчины [Текст]. — Ленинград : Судпромгиз, 1960. — 43 с. : черт.; 22 см.
- Управление судостроительным производством [Текст] : Конспект лекций / Ин-т повышения квалификации руководящих работников и специалистов судостроит. пром-сти. — Ленинград : [б. и.], 1976-. — 20 см.
- Управление техническим прогрессом и качеством продукции [Текст] : Конспект лекций / Ин-т повышения квалификации руководящих работников и специалистов судостроит. пром-сти. — Ленинград : [б. и.], 1974. — 42 с., 2 л. схем. : ил.; 20 см.
- Управление судостроительным производством [Текст] : Конспект лекций / Ин-т повышения квалификации руководящих работников и специалистов судостроит. пром-сти. — Ленинград : [б. и.], 1976-. — 20 см. Ч. 1. — 1975. — 72 с. : ил. Ч. 2: Теория и практика. — 1976.